# Бахао
Маркус да Сильва (род. 10 апреля 1964, Ресифи, Бразилия), более известный как Бахао — местре Капоэйра Контемпоранеа.

## Биография местре
Бахао начал тренироваться в возрасте 10 лет в городе Ресифи в Бразилии. Первым его Местре был Местре Пиража. Впоследствии Местре Тете стал его наставником, который преподавал для него «уличную капоэйру». В 1980 году Бахао начал преподавать сам. В 1982 году Маркус де Сильва принял участие в престижных соревнованиях на национальном чемпионате по капоэйре в Рио-де-Жанейро, выиграл этот чемпионат и стал Чемпионом Бразилии. Это дало ему возможность получить массу интересных предложений. В результате он открыл свою школу, назвав её Школа капоэйры Grupo Axé (Grupo Axé Capoeira). В 1987 году Местре Бахао получил 1-й уровень мастера у Местре Пиража. Позже Бахао получил звание мастера второй степени. Местре Бахау в 1990 году пригласили продемонстрировать искусство капоэйры на Детском международном фестивале, проходящем в северной Америке. Впоследствии в Канаде (Ванкувер) был открыт основной филиал «Группы Axe Capoeira». Местре, собравшиеся на мероприятии Melhores Do Seculo в Куритиба в 2000 году, признали местре Бахао одним из величайших капоэйристов века благодаря его мастерству и вкладу в капоэйру. Бахао выпустил 7 музыкальных CD и 5 DVD с учебными видео материалами по капоэйре.